# Niżnieoziornoje (obwód orenburski)
Niżnieoziornoje (ros. Димитровский) – osiedle w Rosji, w obwodzie orenburskim, w rejonie ileckim. W 2021 liczyła 1408 mieszkańców.